# Kirkby-in-Ashfield
Kirkby-in-Ashfield är en stad i grevskapet Nottinghamshire i England. Staden är huvudort i distriktet Ashfield och ligger cirka 17 kilometer nordväst om Nottingham samt cirka 6 kilometer sydväst om Mansfield. Tätortsdelen (built-up area sub division) Kirkby-in-Ashfield hade 26 927 invånare vid folkräkningen år 2011. Staden nämndes i Domedagsboken (Domesday Book) år 1086, och kallades då Chirchebi.